# 谢冲
谢冲（4世紀—？），字秀度，陈郡阳夏人，谢铁的儿子，谢邈的弟弟。
谢冲的堂弟谢汪没有儿子，因此谢冲把儿子谢明慧过继给谢汪，承袭南康郡公。谢冲官至中书侍郎，后因生病回到会稽家中，被任命为黄门侍郎，谢冲不接受任命。孙恩作乱时，谢邈的门生仇玄达杀害了谢邈和谢冲，谢明慧也被杀，只有谢冲的儿子谢方明逃亡免难。朝廷后追赠谢冲为散骑常侍。